# Baron Gautsch
Baron Gautsch bio je putnički parobrod Austrijskoga Lloyda. Izgrađen je 1908. u brodogradilištu Gourlay Brothers Company Ltd. u Dundeeju u Velikoj Britaniji. Bio je dug 84,55m, širok 11,6m i gaza 7,5m, a nosivost mu je bila 2069 BRT i 861 NRT. Uz 64 člana posade, mogao je prevesti 300 putnika. Prometovao je na redovitoj liniji Trst–Kotor–Trst. Imao je tri propelera.

## Potonuće
Kada je izbio Prvi svjetski rat brod je 27. srpnja 1914. unajmila austrougarska ratna mornarica radi prijevoza pojačanja do Kotora. Tijekom četiri putovanja pod ugovorom o najmu brod je preplovio 1810 nautičkih milja i prevezao 2855 osoba. Na povratku u sjeverni Jadran brod je evakuirao civile.
Nakon što su sva pojačanja prevezena Baron Gautsch vraćen je Lloydu u Kotor. Prije nego što je brod isplovio za Kotor u Trstu je održana konferencija između ratnih mornaričkih vlasti na kojoj je sudjelovao drugi časnik Tenze koji je zastupao svog kapetana Paula Wintera. Na konferenciji su zapovjednici brodova bili informirani o tome da će austro-ugarske snage položiti minska polja u sjevernom Jadranu radi zaštite ulaza u Pulu, svoju glavnu ratnu luku. Tenze je izvjestio svog kapetana o tome, a prvi časnik Luppis odredio je kurs broda. Kasnije je tijekom svog posljednjeg putovanja Baron Gautsch dobio dodatne naredbe od vojnih vlasti u Zadru koje su se podudarale s onima izdanima ranije od ratnih pomorskih vlasti u Trstu.
Na svoje posljednje putovanje isplovio je 12. kolovoza 1914. iz Kotora. Sljedećeg dana 13. kolovoza 1914. u 11.00 sati isplovio je s Velog Lošinja izravno za matičnu luku Trst gdje je trebao stići u 18.00 sati. Od Lošinja do Pule brod je bio pod zapovjedništvom prvog časnika Luppisa. No, on je napustio most bez kapetanova dopuštenja radi ručka s putnicima iz prvog razreda te je predao drugom časniku Tenzeu zapovjedništvo.
Baron Gautsch započeo je plovidbu sjeverno mnogo bliže nego su vojne vlasti naredile. Brod se mimoišao s drugim brodom Prinzom Hohenloheom koji je plovio južno prema dalmatinskim otocima više od 3 nautičke milje podalje od obale nego Baron Gautsch. Čak upozorenja nekoliko putnika nisu uspjela natjerati Tenzea da promjeri smjer plovidbe.
Sedam nautičkih milja od Brijunskih otoka u 14.50 sati parobrod je naišao punom brzinom na prijateljsko minsko polje koje su upravo položili k.u.k. minopolagači. Minopolagač Basilisk odaslao je signale upozorenja no Barun Gautsch nije na njih reagirao. Nakon nailaska na minu brod je potonuo šest nautičkih milja jugozapadno od svjetionika Sv. Ivan na Pučini. Prema službenim podatcima, na brodu je bilo 246 putnika (podatak ne obuhvaća djecu do 10 godina starosti i vojnike obveznike).
Zanimljivost : "Djeca su se uglavnom sva potopila. Mornari su bili dospjeli spustiti u more čamce za spašavanje i ukrcati u njih djecu, nu nitko se u onoj panici nije sjetio odriešiti užeta, pa je toneći parobrod povukao za sobom čamce i djecu. Ta su jadna djeca bila, čini se, prve žrtve Prvoga svjetskoga rata." (Izvor: Dr. Ante Pavelić - Doživljaji I,rukopis, Italija 1947., treće izdanje 1968., Madrid,str. 438,  knjiga u fundusu Sveučilišne knjižnice u Zagrebu).

Spašeno je 148 putnika i 31 član posade. Rješenjem Uprave za zaštitu kulturne baštine Baron Gautsch upisan je u Registar kulturnih dobara Republike Hrvatske.
Zanimljivost: "U Polu su se svraćali i veliki parobrodi pomorske tvrdke "Tršćanski Lloyd", što su plovili na prugi Trst-Dubrovnik, i s njima bi Bošnjaci odlazili kući preko Splita. Jedan se je takav parobrod zvao "Baron Gautsch", pa su oni po njemu svaki veliki parobrod zvali "barun", jer je netko od njih jedanput bio izmislio, da barun znači velika ladja. Jedan se je drugi takav parobrod zvao "Prinz Hohenlohe", pa su njega zvali "barun" Princ Okledokle. Ovo sve nije bilo iz neznanja, nego je to bio zdravi humor našega svieta, kojemu nikada ne manjka duhovitosti i volje za šalu." (Izvor: Dr. Ante Pavelić - Doživljaji I,rukopis, Italija 1947., treće izdanje 1968., Madrid, str. 376-377, knjiga u fundusu Sveučilišne knjižnice u Zagrebu).
Danas je olupina ovog broda omiljeno mjesto za turističko ronjenje na olupinama.